# Adler (1905)
El Adler fue un barco balneario de la HAPAG, estando en servicio civil entre 1912 y 1935. Al completarse en 1905, fue el primer barco civil alemán en contar con propulsión mediante turbina de vapor. Sin embargo, antes de ser utilizado como barco balneario, la turbina fue sustituida por una máquina de vapor de triple expansión convencional.
En 1935, el barco fue vendido a Estonia y rebautizado Aegna, sirvió como ferry entre Tallin y Helsinki. Pasando posteriormente a manos soviéticas, el barco se perdió para 1950.

## Construcción
El Adler fue botado el 8 de octubre de 1904 en Howaldtswerke, Kiel, con el número de construcción 392, y aún sin nombre.  Contaba con 59,44 m de eslora entre perpendiculares y 62 m de eslora total; 7,64 m de manga, un calado de 3,45 m y un peso bruto de 594 toneladas. El barco tenía dos mástiles y una chimenea y fue el primer barco alemán en tener una planta motriz con una turbina de vapor Zoelly de 1200 caballos, que le daba una velocidad de 15 nudos. Fue el primer buque civil a turbina construido en Alemania. No sería hasta abril de 1905 que la Armada Imperial recibiría sus dos primeros barcos a turbina, el crucero Lübeck, construido por Vulcan, y el torpedero S 125, ambos equipados con turbinas Parsons.

## En servicio
Fue construido por encargo de un consorcio con sede en Kiel que quería utilizar el barco para el transporte de correo y pasajeros en el Mar Báltico. Sin embargo, el consorcio no se llegó a hacer cargo del barco y terminó disolviéndose. Ya terminado el buque para enero de 1905, el astillero lo utilizó durante un tiempo como barco de pruebas para el funcionamiento de las turbinas de vapor, para después dejarlo atracado mientras se buscaba un nuevo comprador.

### Barco balnearioAdler
No fue hasta 1912 que apareció un comprador, la HAPAG, que lo adquirió el 26 de marzo de 1912 y lo transformó en un barco balneario, esto es, un crucero turístico que hacía rutas hacia balnearios situados en las costas del Mar del Norte. Tendría capacidad para 200 pasajeros en cubierta. 
Desde el otoño de 1905, HAPAG ya era propietaria del Kaiser, un gran barco balneario propulsado por turbinas. En la nueva adquisición se sustituyó la turbina por un motor de triple expansión de 93 nhp, que sólo permitía una velocidad de 11 nudos. Tras la conversión, el tonelaje bruto quedó en 563, y 202 en toneladas netas. El barco, bautizado Adler, fue entregado el 7 de julio y comenzaron sus pruebas de mar el 10 de julio.  Iniciaría sus singladuras en el servicio entre Hamburgo y los balnearios de Helgoland, enlazando también con otros balnearios costeros del Mar del Norte. El barco demostró ser muy apto para navegar y también se utilizó para el transporte de correo y mercancías, fuera de temporada, hasta 1935.
Durante la Primera Guerra Mundial, el Adler fue requisado por la Armada Imperial, y tras un reacondicionamiento, se convirtió en barco hospital, operando en este cometido desde el 12 de noviembre de 1914 hasta el final de la guerra. Estaba equipado con 177 camas de hospital, y a la tripulación habitual se unieron 21 efectivos médicos. 
El 13 de noviembre de 1918, el Adler fue devuelto a la HAPAG y utilizado nuevamente en su antigua ruta. En 1926 recibió nuevas calderas y en 1927 su casco fue pintado de blanco en vez del tradicional negro.  El Adler permaneció en servicio hasta el final de la temporada de 1935, donde sirvió por última vez junto con los nuevos Königin Luise y Cobra, el remozado Kaiser y ocasionalmente el Kehrwieder .

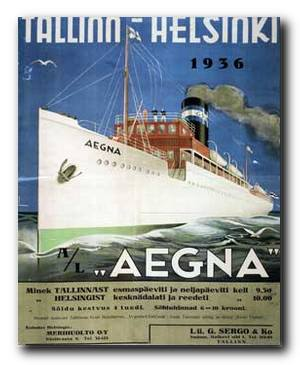
Cartel del Adler en su servicio como el ferry Aegna.

### Después de HAPAG
El 5 de octubre de 1935, el barco fue vendido a Louis Köster en Altona, quien lo rebautizó como Seeadler, pero lo revendió el 6 de diciembre del mismo año a la naviera G. Sergo & Co. de Tallin, Estonia. Esta compañía instaló cabinas para 30 pasajeros de primera clase y 40 de segunda, lo que se traducía en un total de 170 pasajeros de camarotes, más 100 en cubierta. Bajo el nuevo nombre de Aegna, en honor a una isla cercana a Tallin, el barco comenzó a navegar en la ruta Tallin-Helsinki. 
Durante la ocupación soviética de Estonia en junio de 1940, el barco fue tomado por las fuerzas invasoras.

### Final
Poco más de un año después, tras el ataque alemán a la Unión Soviética, el barco cayó en manos alemanas en Tallin en agosto de 1941. Posteriormente fue utilizado por la Armada como buque piloto.
El 28 de noviembre de 1944, el barco fue recapturado en Memel por las tropas soviéticas que avanzaban. Probablemente fue rebautizado en 1946 como Volkhov (en ruso: Волхов). No se sabe con certeza cuánto tiempo navegó bajo bandera soviética tras esto. Estuvo inscrito en el Lloyd's Register como Aegna hasta 1951.   